# Netvibes
Netvibes — персоналізована стартова сторінка чи персоналізований інтернет-портал, що реалізований на AJAX. Досить схожий на iGoogle, My Yahoo. Сторінка організована в таблицях, в кожній з яких містяться призначені для користувача модулі. Вбудовані модулі Netvibes включають RSS, місцеві прогнози погоди, календар iCal, закладки, примітки, списки сум'яття, багаторазові пошуки, підтримка POP3, електронної пошти IMAP4, що підтримуються поштами Gmail, Yahoo, Hotmail, AOL. Крім того, в Netvibes можна інтегрувати такі елементи, як del.icio.us, фотографії з Flickr.
До власної сторінки додається також «Всесвіт» — варіант сторінки призначений для публічного перегляду, що може цілковито відрізнятися від персональної сторінки як за змістом, так і за оформленням.